# PGC 2178789
LEDA/PGC 2178789 ist eine Galaxie im Sternbild Andromeda am Nordsternhimmel. Sie ist schätzungsweise 1 Milliarde Lichtjahre von der Milchstraße entfernt und hat einen Durchmesser von etwa 165.000 Lichtjahren. Vom Sonnensystem aus entfernt sich das Objekt mit einer errechneten Radialgeschwindigkeit von näherungsweise 22.500 Kilometern pro Sekunde.

## Galaktisches Umfeld
| Nr. | Galaxie          | Alternativname          | Rek          | Dek           | Distanz/asec |
| --- | ---------------- | ----------------------- | ------------ | ------------- | ------------ |
| →   | LEDA/PGC 2178789 | 2MASX J02393315+4117393 | 02h39m33.14s | +41d17m39.3s  | 0            |
| 1   | LEDA/PGC 2178895 | 2MASX J02393607+4118024 | 02h39m36.08s | +41d18m02.7s  | 41.46        |
| 2   | LEDA/PGC 2178998 | 2MASX J02394104+4118244 | 02h39m41.03s | +41d18m24.5s  | 100.76       |
| 3   | LEDA/PGC 2179231 | 2MASX J02395808+4119114 | 02h39m58.07s | +41d19m11.4s  | 296.34       |
| 4   | LEDA/PGC 10047   | UGC 2135                | 02h39m11.03s | +41d14m44.3s  | 304.14       |
| 5   | LEDA/PGC 213054  | 2MASX J02390474+4113452 | 02h39m04.75s | +41d13m45.1s  | 396.61       |
| 6   | LEDA/PGC 2176766 | 2MASX J02395523+4109584 | 02h39m55.24s | +41d09m58.9s  | 514.72       |
| 7   | LEDA/PGC 2181312 | 2MASX J02394680+4127084 | 02h39m46.84s | +41d27m08.6s  | 589.82       |
| 8   | LEDA/PGC 2176034 | 2MASX J02394753+4107204 | 02h39m47.53s | +41d07m20.3s  | 639.87       |
| 9   | NGC 1005         | PGC 10062               | 02h39m29.20s | +41d29m20.3s  | 719.37       |
| 10  | NGC 1000         | PGC 10028               | 02h38m49.743 | +41d27m34.86s | 770.16       |
| 11  | LEDA/PGC 2180784 | 2MASX J02404011+4125009 | 02h40m40.12s | +41d25m01.1s  | 875.30       |
| 12  | LEDA/PGC 2180233 | 2MASX J02405010+4122503 | 02h40m50.11s | +41d22m50.7s  | 921.63       |
| 13  | LEDA/PGC 10164   | CGCG 539-75             | 02h40m54.75s | +41d13m39.4s  | 951.61       |
| 14  | LEDA/PGC 2182555 | 2MASX J02384770+4131542 | 02h38m47.73s | +41d31m54.4s  | 996.10       |